# ルイス・マンドーキ
ルイス・マンドーキ（Luis Mandoki, 1954年8月17日 - ）は、メキシコ・メキシコシティ出身の映画監督。主にハリウッドで活躍している。
メキシコ、サンフランシスコ、ロンドンで学び、ロンドンで制作した短編映画「Silent Music」でカンヌ国際映画祭にて賞を得た。メキシコに戻り、短編映画やドキュメンタリー映画を製作。1987年にハリウッドで撮った『ギャビー、愛はすべてを越えて』が高い評価を得る。

## フィルモグラフィ
- ギャビー、愛はすべてを越えて Gaby (1987) 監督・製作
- ぼくの美しい人だから White Palace (1990) 監督
- ボーン・イエスタデイ Born Yesterday (1993) 監督
- 男が女を愛する時 When a Man Loves a Woman (1994) 監督
- メッセージ・イン・ア・ボトル Message in a Bottle (1999) 監督
- エンジェル・アイズ Angel Eyes (2001) 監督
- コール Trapped (2002) 監督・製作
- イノセント・ボイス 12歳の戦場 Voces inocentes (2004) 監督・脚本・製作